# 阿藤久子
阿藤 久子（あとう ひさこ 5月28日 - ）は、フラメンコ舞踊家。フラメンコスタジオ経営者。

## 略歴
神奈川県厚木市に生まれる。4歳よりモダンバレエを始め、神奈川大学在学中にスペインに留学しフラメンコを始める。1980年に神奈川大学スペイン語学科を卒業した後、日本フラメンコ界の第一人者である小島章司の下で2年半基礎を学び、プロのフラメンコダンサーとなる。1984年に、小松原庸子舞踊団の関西公演（神戸文化ホール）に参加し初リサイタルを行い、1988年、1991年に元スペイン国立バレエ団のダンサーであるアントニオ・マルケスと「サンチャゴの異邦人」などで共演した。1990年以降、舞踊家・ホアキン・ルイスのオリジナル作品「ティエラス」等で5回共演した。1992年フラメンコ界の巨匠と呼ばれるエル・グイトと「ソロ・フラメンコ」で全国公演し、2001年10月にエル・グイトと2回目の公演を行った。現在神戸、大阪、京都でフラメンコスタジオ、フラメンコショーハウスを経営し後進の育成にも尽力している。